# San Sebastián de los Ballesteros
San Sebastián de los Ballesteros és un municipi de la província de Còrdova, Andalusia, Espanya.

## Demografia
| 1996 | 1998 | 1999 | 2000 | 2001 | 2002 | 2003 | 2004 | 2005 | 2006 |
| ---- | ---- | ---- | ---- | ---- | ---- | ---- | ---- | ---- | ---- |
| 837  | 834  | 843  | 852  | 843  | 852  | 834  | 854  | 840  | 836  |